# Лютек
Лютек (бел. Лютэк), также Кукарека или Лютек-Кукарека (настоящее имя Александр Александрович Ермолович, (бел. Аляксандр Аляксандравiч Ярмаловiч), лето 1926, Гродно — апрель 2005, интернат в деревне Сколобово Гродненского района) — житель города Гродно, получивший известность в 1970-х—1990-х годах благодаря своему нестандартному поведению («городской сумасшедший»), «чистильщик» центральной части Гродно, городская легенда.

## Биография
Родился в 1926 году в Гродно в семье мелких аристократов, владевших пекарней, где выпекался не только хлеб, но и булки, пирожные. Семья проживала в доме-особняке № 37, расположенном на перекрёстке улиц Лермонтова и Виленской. У него была сестра-близнец. Оба они были низкого роста, отчего и произошло прозвище Лютик (Лютек), данное матерью Александра, ещё после родов при виде детей сказавшей: «Лютики вы мои, цветочки!».
В 1941 году в первые дни войны Гродно подвергся бомбардировке немецких захватчиков. Один из снарядов попал в дом Ярмаловичей, в результате чего 14-летний Саша оказался под завалом, после следующего удара он был выброшен на поверхность и чудом остался жив.
В результате контузии Лютек остался инвалидом, именно после этого у него впервые проявились поведенческие странности: он стал собирать пустые бутылки, жестяные банки, ветошь и кости. Впоследствии сбор мусора и сдача его в пункты приёма стал основным родом деятельности Лютека. Его пенсия по инвалидности составляла 16 советских рублей, и выручка от сдачи бутылок стала для него хорошим подспорьем.
По воспоминаниям гродненцев, к сбору бутылок Лютек приступал рано утром: когда большинство горожан шли на работу, он уже вёз в пункт приёма вторсырья коляску, полную бутылок. Он хорошо разбирался в стеклотаре, всегда знал, где выгоднее принимают целые бутылки, где стеклобой, где можно сдать иностранные бутылки от шампанского, а где — бутылочки от лекарств. Сортировкой мусора он занимался в подвале своего дома, тогда как сам жил в пристройке к нему. Иногда, следуя аристократическим семейным привычкам, он приходил в кафетерий и заказывал кофе с пирожным. Лютек неоднократно лежал в психоневрологическом диспансере, однако, не будучи агрессивным, не задерживался там надолго. Горожане отзываются о Лютеке как о добром и щедром человеке. Вспоминают, что он нередко собирал череду детей, покупал им конфеты, водил к продавцам мороженого или к бабушкам, торговавшим лесными ягодами.
Лютек умел мастерски кукарекать петухом, за что получил ещё одно прозвище — Кукарека. За кукареканье он брал около 5 копеек. Один раз, кукарекая перед школьниками, он сорвал урок физкультуры в одной из городских школ, на территорию которой он регулярно наведывался для сбора мусора. После этого директор школы запретила ему приходить на её территорию. Лютек любил посещать футбольные матчи, обычно занимая место на трибуне восточного сектора. К концу 1980-х стоимость кукареканья поднялась до одного рубля. Сам Лютек, кукарекая для таксистов, обосновывал это тем, что «Жизнь дорожает».
Благодаря Лютеку в центре Гродно трудно было обнаружить пустую бутылку или прочий мусор. По слухам, на сборе стеклотары и прочего мусора Лютек, всегда живший скромно, накопил себе несметные богатства, которыми охотно делился с горожанами. Так, в середине 1980-х один из операторов телевидения якобы одолжил у него часть суммы, необходимой для покупки машины. Несколько лет спустя телеоператор якобы вернул долг Лютеку, давно про него забывшему. Каких-либо подтверждений слухи о несметных богатствах Лютека не имеют.
Умер в апреле 2005 года в Мурованском доме-интернате для психоневрологических больных. Какого-либо наследства он не оставил. По слухам, имевшиеся у него сбережения он передал в Фонд мира.

## Наследие
120-летний кирпичный дом на улице Виленской, 37, где жил Лютек, был исторической достопримечательностью Гродно. Архитекторами предлагалось создать здесь музей, а рядом с домом установить памятник Лютеку. Однако по состоянию на начало 2010-х дом был заброшен, а в июле 2019 года его выставили на аукцион, после чего в 2021 году дом был снесён, а на его месте возвели трёхэтажную гостиницу.